# マルセル・バシェ
マルセル・バシェ（André-Marcel Baschet、1862年8月5日 - 1941年12月28日）はフランスの画家である。

## 略歴
セーヌ＝サン＝ドニ県のガニーに生まれた。父親のリュドヴィク・バシェ(Ludovic Baschet:1834-1909)は版画や美術書の出版社の創業者で、雑誌「Panorama」や「Revue illustrée」の創刊者である。兄のルネ・バシェ(René Baschet:1860-1949)は美術評論家で美術雑誌「イリュストラシオン」の出版者であった。
1879年に私立の美術学校、アカデミー・ジュリアンに入学し、ジュール・ジョゼフ・ルフェーブルに学び、官立学校、エコール・デ・ボザールでギュスターヴ・ブーランジェに学んだ。1883年にローマ賞を受賞し、ローマの在ローマ・フランス・アカデミーに1883年から1887年まで留学した。ローマでは音楽分野のローマ賞を受賞して、ローマに滞在していた若き日のクロード・ドビュッシーの肖像画を残している。
1889年にアカデミー・ジュリアンの教授となり、1900年からしばらくナポレオン1世の末弟ジェローム・ボナパルトの長女、マチルド・ボナパルトの美術教師を務めた。
1898年にレジオンドヌール勲章（シュバリエ）を受勲し、1913年にレジオンドヌール勲章（オフィシエ）を受勲し、同年芸術アカデミーの会員に選ばれた。

## 作品

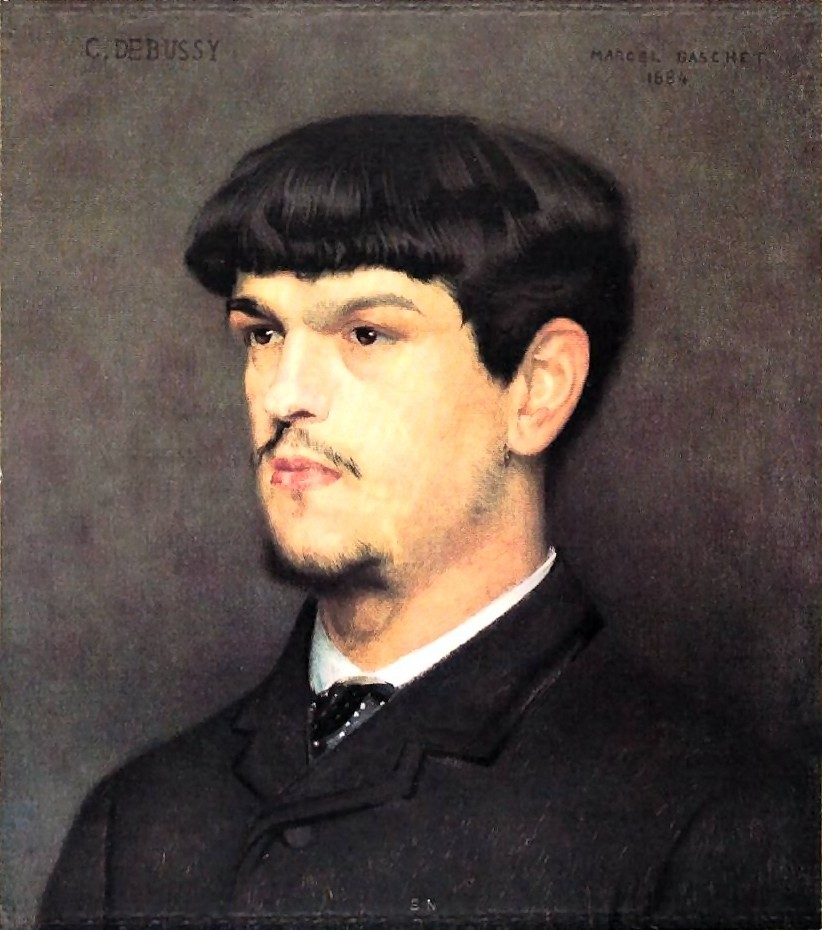
クロード・ドビュッシー(1884)
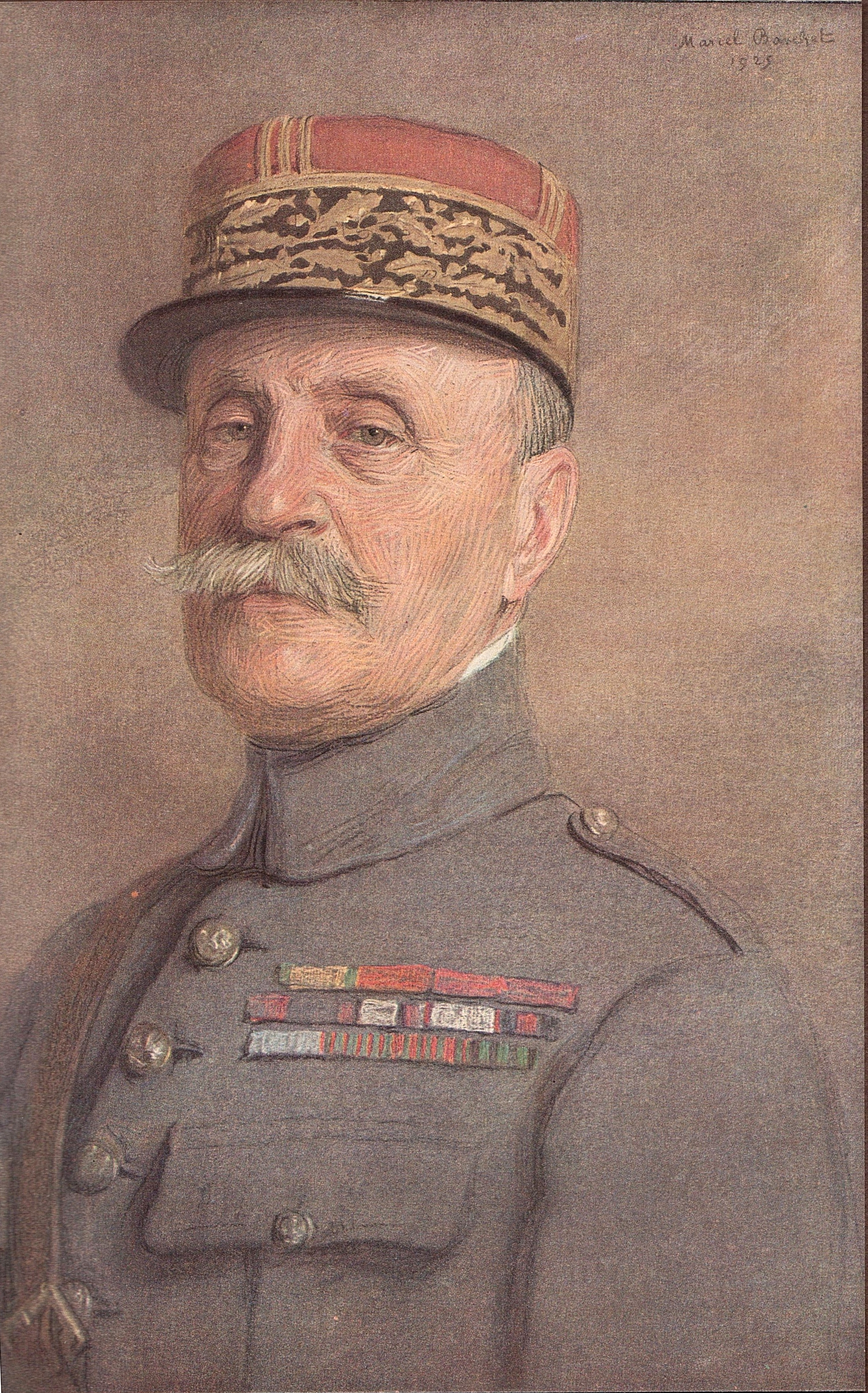
フェルディナン・フォッシュ(1925)
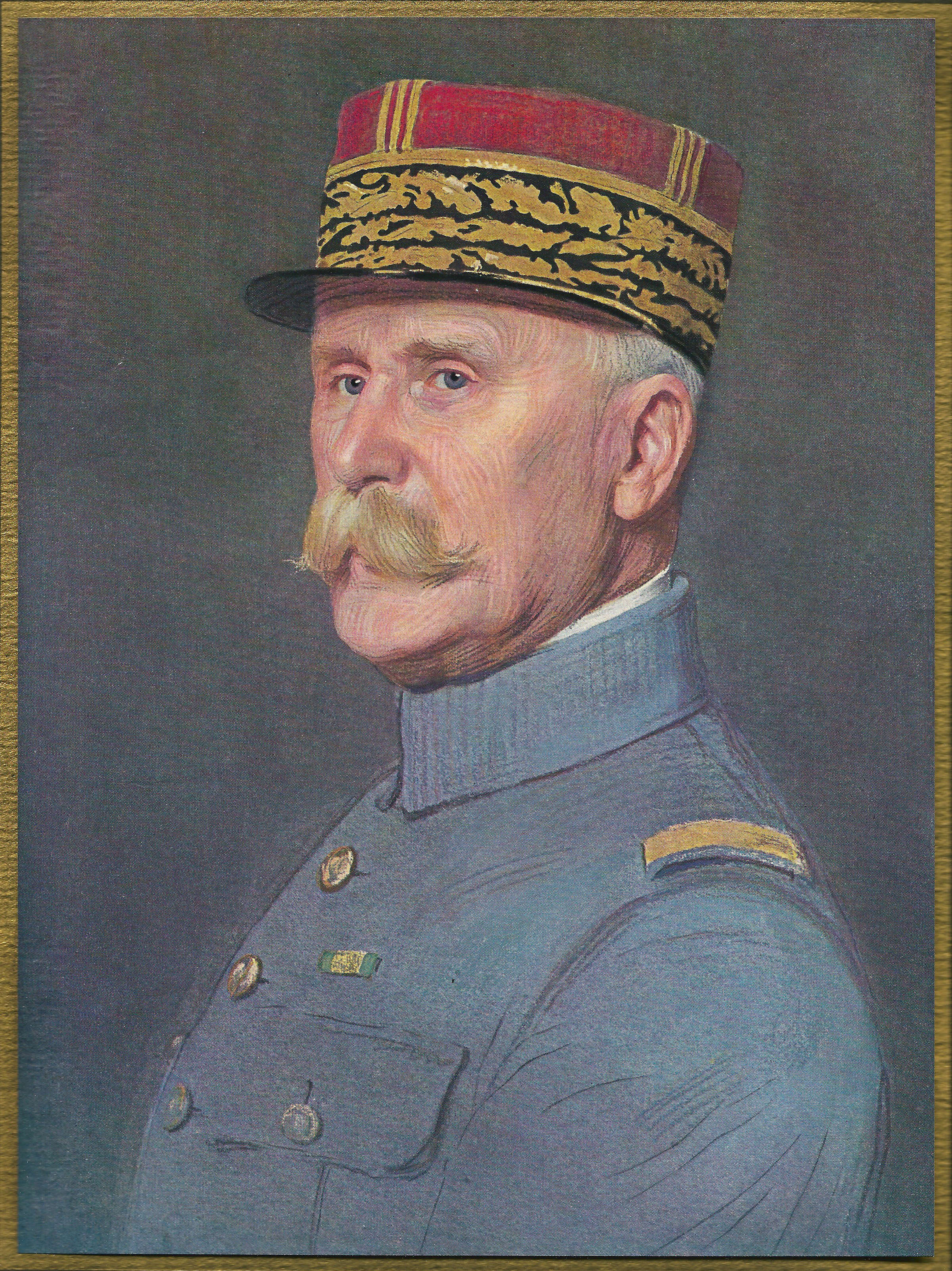
ペタン将軍(1926)
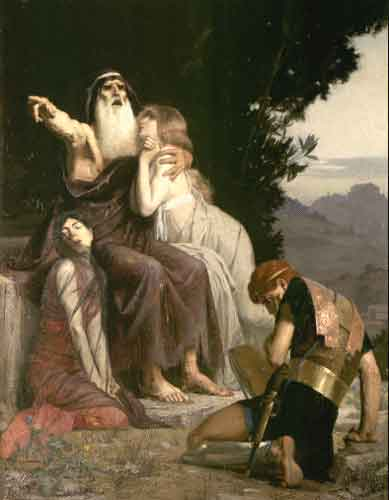
イスメネとアンティゴネを伴って、ポリュネイケスを非難するオイディプス(1883:ローマ賞受賞作)